# Vanilleae
Vanilleae Blume, 1837 è una tribù di piante erbacee appartenente alla famiglia  delle Orchidacee.

## Tassonomia
La tribù comprende 9 generi e 184 specie:
- Clematepistephium N.Hallé, 1977 (1 sp.)
- Cyrtosia Blume, 1825 (5 spp.)
- Epistephium Kunth, 1822 (29 spp.)
- Eriaxis Rchb.f., 1876 (1 sp.)
- Erythrorchis Blume, 1837 (2 spp.)
- Galeola Lour., 1790 (6 spp.)
- Lecanorchis Blume, 1856 (27 spp.)
- Pseudovanilla Garay, 1986 (8 spp.)
- Vanilla Mill., 1754 (105 spp.)